# Hideto Takahashi
Hideto Takahashi (jap. 高橋 秀人, Takahashi Hideto; * 17. Oktober 1987 in der Präfektur Gunma) ist ein japanischer Fußballspieler, der aktuell bei Sagan Tosu unter Vertrag steht. Er kann im defensiven Mittelfeld und in der Innenverteidigung eingesetzt werden.

## Karriere

### Verein
Takahashi spielte bis Ende 2008 für die Tokyo Gakugei University und begann dann seine Profikarriere beim FC Tokyo, wo er am 25. Juli 2010 beim Spiel gegen Shonan Bellmare in der J. League Division 1 debütierte. Nach dem Abstieg des FC Tokyo in die J. League Division 2 in der Saison 2010 schaffte man in der Saison 2011 den direkten Wiederaufstieg und gewann außerdem den Kaiserpokal. Anfang 2017 folgte der Wechsel zu Vissel Kōbe nach Kōbe. Nach einem Jahr und 22 Spielen wechselte er im Januar 2018 für zwei Jahre zum ebenfalls in der ersten Liga spielenden Sagan Tosu. Für Sagan stand er 78-mal in der ersten Liga auf dem Spielfeld. Der Yokohama FC, ein Erstligist au Yokohama, nahm ihn im Januar 2021 unter Vertrag. Am Ende der Saison 2021 belegte er mit dem Verein den letzten Tabellenplatz und musste somit in die zweite Liga absteigen. Am Ende der Saison 2022 feierte er mit Yokohama die Vizemeisterschaft der zweiten Liga und den Aufstieg in die erste Liga.

### Nationalmannschaft
Am 23. Mai 2012 kam Takahashi zu seinem ersten Einsatz für die japanische Fußballnationalmannschaft, als er beim Spiel gegen Aserbaidschan eingewechselt wurde. Bis zum Juli 2013 kam er auf insgesamt sieben Länderspiele (0 Tore), danach wurde er noch mehrmals nominiert aber nicht erneut eingesetzt.

## Erfolge
FC Tokyo
- Japanischer Pokalsieger: 2011
- Ostasienmeister: 2013

Yokohama FC
- Japanischer Zweitligavizemeister: 2022  ▲